# Division 1 1933/34
Die Division 1 1933/34 war die zweite Austragung der professionellen französischen Fußballliga, die ab dann auch offiziell unter dem Namen Championnat de Division 1 (vorher: Championnat national) firmierte. Meister wurde der FC Sète.
Erster Spieltag war der 3. September 1933, als letzter Spieltag war der 13. Mai 1934 vorgesehen. Allerdings fand eine Nachholbegegnung (Marseille gegen Roubaix) erst am 20. Mai statt. Eine „Winterpause“ gab es in dieser Saison nicht; auch am ersten Weihnachtstag und Neujahr wurde gespielt.

## Modus
Teilnahmeberechtigt waren die 14 Vereine, die die Vorsaison in den beiden Ligastaffeln nicht schlechter als auf dem siebten Platz abgeschlossen hatten. Eine Aufteilung in zwei Gruppen wurde 1933/34 nicht mehr vorgenommen; deshalb war auch kein Endspiel zur Ermittlung des Meisters mehr erforderlich. Es gab auch keinen Aufsteiger, weil erst ab dieser Saison eine zweite Division als Unterbau eingerichtet wurde.

## Vereine
In dieser Saison spielten folgende Mannschaften um den Meistertitel:
- drei Klubs aus dem äußersten Norden (Excelsior AC Roubaix, Titelverteidiger Olympique Lille und der SC Fives),
- zwei aus Paris (Racing Club, Cercle Athlétique),
- je einer aus dem Nordosten (FC Sochaux) und dem Nordwesten (Stade Rennes UC),
- sieben von der Mittelmeerküste (FC Sète, SC Nîmes, SO Montpellier, Olympique Marseille, AS Cannes, OGC Nizza und der FC Antibes, der in der vorangegangenen Spielzeit noch Olympique Antibes hieß).

## Saisonverlauf
Es galt die Zwei-Punkte-Regel; bei Punktgleichheit gab der Torquotient den Ausschlag für die Platzierung.
Vor Saisonbegriff hatten die meisten Vereine erneut den europäischen Spielermarkt abgegrast. Racing Paris wurde hauptsächlich in Österreich fündig, Sochaux in England, Nîmes in der Tschechoslowakei – und insbesondere der von René Dedieu trainierte FC Sète hatte sich durch zwei Ungarn, Außenläufer Márton Bukovi und Stoßstürmer István Lukács, perfekt vervollständigen können. Das Torjägertandem Lukács/Beck sorgte dafür, dass die Mannschaft aus dem Hérault nach zehn Spieltagen bereits 40 Treffer verbuchen konnte. Dennoch – und auch trotz ihrer Unbezwingbarkeit im heimischen Stadion (elf Siege und zwei Remis) – hatte Sète sich von den Hauptkonkurrenten nicht entscheidend absetzen können: Marseille, Fives und Lille wahrten ihre Chancen nahezu bis zum letzten Spieltag. Olympique Marseille stand sogar kurz vor Saisonende noch an der Tabellenspitze und hätte den Titel aus eigener Kraft gewinnen können. Am 25. und 26. Spieltag verlor die Mannschaft von Trainer Vinzenz Dittrich ihre Partien jedoch – sogar bei Schlusslicht CA Paris –, hatte aber noch ein Nachholspiel vor eigenem Publikum auszutragen; darin unterlag Olympique Excelsior Roubaix überraschend mit 2:4. Zu diesem Zeitpunkt weilte der FC Sète bereits auf einer Freundschaftsspieltournee in Französisch-Nordafrika, und die Mannschaft erfuhr aus dem Radio, dass sie die Meisterschaft und zusätzlich auch den Doublé errungen hatte; denn Sète hatte Anfang Mai 1934 auch schon den Landespokal gewonnen – im Endspiel gegen Marseille. OM vergab so selbst die Vizemeisterschaft; die ging an den SC Fives, der somit den großen Lokalrivalen und Titelverteidiger Olympique Lille hinter sich lassen konnte.
Im unteren Tabellendrittel herrschte hingegen relativ frühzeitig Klarheit; OGC Nizza und CA Paris waren deutlich distanziert worden und mussten in die Division 2 absteigen. Aus dieser stiegen mit Red Star Olympique, Olympique Alès und dem FC Mulhouse drei „Rückkehrer“ sowie als Erstliganeuling Racing Strasbourg auf; die Division 1 wurde zur Saison 1934/35 auf 16 Mannschaften aufgestockt.

## Abschlusstabelle
| Pl. | Verein                   | Sp. | S  | U | N  | Tore    | Quote | Punkte |
| --- | ------------------------ | --- | -- | - | -- | ------- | ----- | ------ |
| 1.  | FC Sète                  | 26  | 14 | 6 | 6  | 069:520 | 1,33  | 34:18  |
| 2.  | SC Fives                 | 26  | 13 | 7 | 6  | 057:310 | 1,84  | 33:19  |
| 3.  | Olympique Marseille      | 26  | 15 | 3 | 8  | 069:460 | 1,50  | 33:19  |
| 4.  | Olympique Lille (M)      | 26  | 14 | 4 | 8  | 070:400 | 1,75  | 32:20  |
| 5.  | Excelsior AC Roubaix (P) | 26  | 13 | 4 | 9  | 065:590 | 1,10  | 30:22  |
| 6.  | Stade Rennes UC          | 26  | 11 | 5 | 10 | 067:750 | 0,89  | 27:25  |
| 7.  | FC Antibes               | 26  | 11 | 5 | 10 | 052:600 | 0,87  | 27:25  |
| 8.  | SO Montpellier           | 26  | 10 | 6 | 10 | 053:550 | 0,96  | 26:26  |
| 9.  | SC Nîmes                 | 26  | 11 | 3 | 12 | 068:720 | 0,94  | 25:27  |
| 10. | AS Cannes                | 26  | 9  | 7 | 10 | 042:520 | 0,81  | 25:27  |
| 11. | Racing Paris             | 26  | 9  | 5 | 12 | 051:490 | 1,04  | 23:29  |
| 12. | FC Sochaux               | 26  | 9  | 4 | 13 | 060:700 | 0,86  | 22:30  |
| 13. | OGC Nizza                | 26  | 6  | 5 | 15 | 042:690 | 0,61  | 17:35  |
| 14. | CA Paris                 | 26  | 5  | 0 | 21 | 055:900 | 0,61  | 10:42  |

Platzierungskriterien: 1. Punkte – 2. Torquotient
| (M) | amtierender französischer Meister     |
| (P) | amtierender französischer Pokalsieger |

## Kreuztabelle
|                     | FC Ant | AS Can | CA Par | EAC Rou | SC Fiv | Ol. Lil | Ol. Mar | SO Mon | OGC Niz | SC Nîm | RC Par | SUC Ren | FC Sèt | FC Soc |
| FC Antibes          |        | 4:1    | 3:1    | 2:1     | 0:7    | 3:1     | 1:3     | 3:3    | 3:2     | 4:2    | 1:0    | 1:1     | 3:0    | 3:1    |
| AS Cannes           | 1:0    |        | 3:1    | 1:0     | 0:0    | 2:0     | 1:1     | 3:1    | 2:2     | 1:1    | 6:2    | 0:2     | 4:1    | 4:0    |
| CA Paris            | 1:3    | 5:1    |        | 3:6     | 0:1    | 0:3     | 3:1     | 1:4    | 6:1     | 7:0    | 1:4    | 3:6     | 2:3    | 4:6    |
| EAC Roubaix         | 2:3    | 3:1    | 3:2    |         | 1:1    | 2:0     | 4:3     | 3:2    | 3:1     | 1:0    | 3:6    | 4:2     | 3:3    | 2:1    |
| SC Fives            | 0:0    | 1:2    | 2:0    | 1:0     |        | 3:0     | 2:3     | 2:1    | 5:2     | 5:2    | 3:3    | 5:0     | 4:2    | 3:0    |
| Olympique Lille     | 4:0    | 3:1    | 4:1    | 4:2     | 1:1    |         | 6:1     | 6:2    | 3:0     | 3:1    | 0:0    | 5:4     | 6:0    | 2:2    |
| Olympique Marseille | 3:2    | 4:0    | 3:1    | 2:4     | 2:1    | 1:3     |         | 3:1    | 4:0     | 7:3    | 4:1    | 7:1     | 3:3    | 4:0    |
| HSC Montpellier     | 3:2    | 0:0    | 3:2    | 2:6     | 4:1    | 2:1     | 3:3     |        | 3:1     | 2:4    | 1:0    | 1:2     | 4:1    | 3:2    |
| OGC Nizza           | 1:1    | 3:1    | 5:2    | 3:3     | 0:0    | 3:2     | 0:3     | 1:1    |         | 1:2    | 2:0    | 4:2     | 1:4    | 2:1    |
| SC Nîmes            | 5:0    | 4:1    | 5:1    | 3:0     | 3:4    | 3:3     | 0:2     | 2:0    | 5:2     |        | 3:1    | 5:3     | 0:2    | 7:1    |
| Racing Paris        | 5:2    | 5:1    | 4:1    | 3:3     | 1:0    | 1:0     | 0:1     | 3:0    | 4:3     | 1:1    |        | 2:3     | 1:1    | 0:2    |
| Stade Rennes UC     | 2:2    | 2:2    | 8:2    | 5:2     | 1:0    | 1:5     | 1:0     | 2:6    | 2:1     | 6:2    | 2:1    |         | 4:4    | 2:2    |
| FC Sète             | 4:2    | 4:0    | 6:2    | 4:2     | 2:2    | 1:0     | 1:0     | 1:1    | 4:0     | 8:2    | 2:1    | 3:1     |        | 3:1    |
| FC Sochaux          | 6:4    | 3:3    | 2:3    | 1:2     | 1:3    | 3:5     | 4:1     | 0:0    | 3:1     | 6:3    | 3:2    | 6:2     | 3:2    |        |

## Die Spieler des Meisters
Während der Saison waren 29 Spieler zum Einsatz gekommen: Balinforth, Yvan Beck, Ali Benouna, Márton Bukovi, Cabanes, Marcel Capelle, Louis Cazal, André Chardar, Cleron, Charles Cros, Dougali, Yves Dupont, Edwards, René Franquès, Louis Gabrillargues, Vincent Gasco, Fernand Haussaire, Joseph Hillier, Leitner, René Llense, Lopéz, Xavier Lucibello, István Lukács, Marcel Miquel, Mitrovic, Jules Monsallier, Prega, Rivera, Sagnier
Sètes 69 Treffer erzielten: Lukács 28, Beck 14, Monsallier 9, Cros 8, Benouna 6; dazu kamen vier Eigentore.

## Erfolgreichste Torschützen
| Pl. | Spieler           | Verein              | Tore |
| --- | ----------------- | ------------------- | ---- |
| 1   | István Lukács     | FC Sète             | 28   |
| 2   | Walter Vollweiler | Stade Rennes UC     | 25   |
| 3   | Roger Courtois    | FC Sochaux          | 23   |
| 4   | Joseph Alcazar    | Olympique Marseille | 19   |
|     | Václav Bára       | SC Fives            | 19   |
|     | André Simonyi     | Olympique Lille     | 19   |
| 7   | Károly Kovács     | FC Antibes          | 17   |
| 8   | Vilmos Kohut      | Olympique Marseille | 16   |
| 9   | Ernest Libérati   | SC Fives            | 15   |
| 10  | Yvan Beck         | FC Sète             | 14   |
|     | Árpád Belko       | FC Antibes          | 14   |
|     | Jean Boyer        | Olympique Marseille | 14   |
|     | Josef Silný       | SC Nîmes            | 14   |
|     | Émile Veinante    | Racing Paris        | 14   |